# Micro-région de Komló
La micro-région de Komló (hongrois : komlói kistérség) est une micro-région statistique hongroise rassemblant plusieurs localités autour de Komló.